# Emilio Llueca Úbeda
Emilio Llueca Úbeda (Cuartell, 7 de julio de 1949-Sagunto, 14 de noviembre de 2008) fue un historiador español. Cronista oficial de Benifairó de los Valles —desde 1971—, Benavites —desde 1990— y Cuartell —desde 1992—, todas ellas de la comarca del Campo de Murviedro, provincia de Valencia.

## Biografía
Nacido en Cuartell, Valencia, el siete de julio de 1949. Realizó bachiller y varios cursos y másteres sobre periodismo, historia y conservación del patrimonio histórico e industrial. Máster en periodismo en 1991 por la Universidad de Navarra. Hay participado en el Seminario Internacional Periodismo de 1992 organizado por el capítulo Español de la Society of Newspaper Design. Profesional de prensa, ejerció su profesión en una editorial valenciana. 
Es el iniciador, a finales de los años sesenta, del Archivo Llueca-Juesas de Imágenes de Sagunto que por su interés ha sido incluido en el Inventario General del Patrimonio Histórico Español (Ley 16/1985 de 25 de junio) y en el Inventario del Patrimonio Cultural Valenciano (DOGV, 2554 de 19 de julio de 1995). 
Académico correspondiente de la Real Academia de Cultura Valenciana. Como cronista es autor de más de quinientos artículos sobre varios temas y asuntos relativos en Sagunto y el Campo de Morvedre. 

## Archivo Llueca-Juesas de Imágenes de Sagunto
Emilio Llueca Úbeda inicia, a finales de los años sesenta, lo que sería el archivo del cronista. Recoge y clasifica todo tipo de material documental, en principio de las localidades del Valle de Segó y de la propia ciudad de Sagunto, dónde reside el creador del fondo documental desde 1963. Más tarde se plantea la necesidad de recuperar los documentos, tanto escritos como gráficos de la ciudad de Sagunto y del resto del Campo de Murviedro que va encontrándose en tiendas de antigüedades y rastros valencianos y en sus frecuentes viajes profesionales, dónde visita y busca las existencias en librerías de ocasión, rastrillos y tiendas de antigüedades sobre todo en París, Hamburgo, Londres, Florencia y Ámsterdam. 
El fondo documental pasara a formar parte del propio archivo iniciado como resultado de su trabajo de investigación como cronista desde 1971, al ser nombrado cronista oficial de Benifairó de los Valles. El Archivo del cronista oficial de Benifairó de los Valles, Benavites y Cuartell se consolida, pasando a denominarse Archivo Llueca-Juesas de Imágenes de Sagunto, dado que a esta ciudad corresponde más del 90 por ciento de la documentación acumulada, y se pone a disposición de los estudiosos e investigadores a partir de 1976, cuando adquiere la familia este compromiso social con la ciudad y su comarca. 
Cuando se inicia el archivo, recogiendo todo aquello que alguna manera tuviera relación en Sagunto su entorno, su promotor no encuentra el apoyo oficial solicitado al Ayuntamiento de Sagunto y algunas instituciones locales. La dedicación y el esfuerzo económico realizado ha dado como resultado la formación de un interesante fondo a la hora de documentar aspectos de la historia de la ciudad de Sagunto y de su comarca. Documentos —sobre todo de los siglos xviii, xix y xx—, grabados, dibujos, fotografías, mapas, planos, tarjetas postales, recortes de periódicos, publicaciones de pequeño formato, carteles, historia postal, publicidad de la naranja, etiquetas de vinos, licores, cromos, patrimonio, etc. son algunos de los materiales que conforman el Archivo. 
Gran parte de los materiales contenidos en este fondo documental se han mostrado en exposiciones y congresos. Han sido y son base de muchos trabajos de investigación y elaboración de tesis doctorales, tesinas, libros, artículos e informes jurídicos sobre Sagunto y el Campo de Murviedro. Desde hace algunos años el fondo documental viene siendo consultado por estudiantes, profesionales, estudiosos e investigadores de mucho varias disciplinas —arquitectura, historia, geografía, bellas artes, periodismo, imagen y comunicación, etc.— de la propia ciudad de Sagunto y de la comarca del Campo de Murviedro, como de fuera de ella. 
Actualmente se está procediendo al inventariado de todos los materiales contenidos en este archivo, dándolos a conocer a través de publicaciones especializadas. 
Todos los préstamos, publicaciones, exposiciones, consultas y todas aquellas actividades que se vienen celebrando se realizan sin ánimo de lucro, puesto que nunca se ha cobrado nada a nadie, todos los gastos corren con cargo a la familia propietaria del fondo documental. 

### Situación física del Archivo
- Archivo. Alrededor de 300 carpetas, 5 cajas y 20 ficheros.
- Biblioteca. Temática valenciana y general.
- Biblioteca de temática local
- Hemeroteca temática local
- Laboratorio. Proveído de dos ampliadores (una de 6 x 9 centímetros)
- Sala de trabajo. Proveído de sistemas informáticos.
- Salón de reuniones y de exposiciones.

En este domicilio se muestra una pequeña parte del material documental, así como algunos ejemplares de la colección de cámaras fotográficas —siglos xix y xx—, y otros artefactos que forman parte de la historia de la fotografía en Sagunto y su comarca. El resto, hasta completar el fondo, se conserva en otros domicilios privados.

### Actividades externas del Archivo
Independientemente de la colaboración que se viene prestando a particulares, asociaciones e instituciones El Archivo Llueca-Juesas viene desarrollando una serie de actividades tendentes a dar a conocer sus fondos documentales en publicaciones, libros en colaboración, y revistas especializadas, así como con la edición, a sus expensas, de libros, folletos, catálogos, etc. 
El Archivo ha organizado, desde sus inicios, y organiza exposiciones y muestras de sus fondos. Ha colaborado y viene colaborando con instituciones y asociaciones con el préstamo de sus fondos documentales, en sus exposiciones y otras actividades.

## Obra

### Libros
- Las emisiones del Consejo Municipal de Sagunto. (Centro Arqueológico Saguntino. Sagunto, 1980).
- El grabador Manuel Peleguer y su tiempo. (Fidel Pascual Teclas. Moncada, Valencia, 1982).
- Recuerdos gráficos de Sagunto. (Centro Arqueológico Saguntino. Sagunto, 1985).
- Introducción a la historia postal de Sagunto. (Círculo Comarcal de Coleccionismo. Sagunto, 1985).
- Benicalaf. (Confederación Española de Cajas de Ahorros. Madrid, 1986).
- Breve reseña histórica de las fallas de Sagunto. (Ediciones Almudín. Sagunto, 1988).
- Alonso Sánchez Coello (1531-1588). (Ayuntamiento de Benifairó de los Valles. Sagunto, 1988).
- Polo de Bernabé y su tiempo. (Ayuntamiento de Villarreal (Castellón). Villarreal, 1989).
- Polo de Bernabé y el Vall de Segó. (Ayuntamiento de Cuartell. Sagunto, 1989).
- Sagunto, crónica de cien años 1874-1975. (Fundación Municipal de Cultura. Ayuntamiento de Sagunto. Valencia, 1990).
- Leyendas y tradiciones saguntinas. (Sagunto, 1991).
- Itinerario urbano del Viernes Santo Saguntino. (Mayoralía de la Purísima Sangre de Jesucristo de Sagunto. Sagunto, 1992).
- Imagen y memoria de la Semana Santa Saguntina. (Familia Ribelles. Sagunto, 1992).
- Iconografía del teatro romano de Sagunto. (A. C. El Mocador. Sagunto. Valencia, 1992).
- Las emisiones de papel-moneda en El Valle de Segó (1936-1939). (Ayuntamiento de Cuartell. Valencia, 1993).
- La villa de Benavites. (Ayuntamiento de la villa de Benavites. Valencia, 1993).
- La naranja en el Valle de Segó. (Ayuntamiento de Cuartell. Valencia, 1995).
- Breve historia del escudo de Cuartell. (Ayuntamiento de Cuartell. Valencia, 1995).
- Crónica del I Centenario de la Congregación de Dominicas de la Anunciata en Sagunto (1894-1994). (Comisión del I Centenario del Colegio de San Vicente Ferrer de Sagunto. Valencia, 1995).
- Los intentos segregacionistas del Puerto de Sagunto. (Ediciones y Promocionas LAV, S. L. Valencia, 1996).
- 75 años de fútbol en Sagunto (1922-1997). (C. D. Atlético Saguntino de Sagunto. Valencia, 1997).
- Introducción a la toponimia del término municipal de la villa de Benavites. (Ayuntamiento de la villa de Benavites. Valencia, 1997).
- 150 años de tradición musical en Cuartell. (Ayuntamiento de Cuartell. Valencia, 1998).
- 125 aniversario de los mártires saguntinos de Bechí 1(873-1988). (Ayuntamientos de Sagunto y Bechí. Valencia, 1998).
- La naranja en cualquier parte del mundo. (Archivo Llueca-Juesas de Imágenes de Sagunto. Valencia, 1998).
- Sagunto en tres dimensiones 1905-1933. (Fundación Municipal de Cultura del Ayuntamiento de Sagunto. Valencia, 1999).
- Sagunto de postal. (Ayuntamiento de Sagunto, Delegación de Turismo. Sagunto, 2000).
- Castillos, torres y fortificaciones del Campo de Morvedre. (Fundación Municipal de Cultura del Ayuntamiento de Sagunto. Valencia, 2001).
- La villa de Benavites, un siglo de Historia en imágenes (1900-2000). (Ayuntamiento de la villa de Benavites. Valencia, 2002).
- Historia de las fallas en el Campo de Morvedre (1927-2002). (A. C. Falla Luis Cendoya de Sagunto. Sagunto, 2002).
- Crónica del Casino de Benavites (1902-2002). (Sociedad Fomento de Agricultura de la villa de Benavites. Valencia, 2003).
- Historias de la memoria: de Arse a Saguntum. (2005),
- Sagunto visto por los viajeros europeos. (Asociación Cultural el Archivo-Campo de Morvedre. Sagunto, Valencia, 2006).
- El compositor Antonio Palanca Masiá (Sagunt, 1870-1933): Apuntes para su biografía. (Asociación Cultural el Archivo-Campo de Morvedre. Sagunto, 2006).
- La vid y lo vino de Morvedre. (Asociación Cultural el Archivo-Campo de Morvedre/Club de Enófilos Sagunto Valencia, 2007).
- Historias de la memoria: La Germanía de Morvedre según las fuentes. (2007),
- Diccionario Biográfico del Campo de Morvedre. (Asoc. Cultural el Archivo-Campo de Morvedre, 2008)

### Publicaciones
Fue colaborador asiduo, durante décadas, de numerosas publicaciones tanto locales como autonómicas y nacionales, entre ellas Arse, Braçal, Annals de la R. Academia de Cultura Valenciana, Crónicas de las Asambleas de los Cronistas del Reino de Valencia, etc.
- Leyendas y tradiciones saguntinas. Sagunto, 1991.

- Iconografía del teatro romano de Sagunto. Valencia, 1992.

- Los intentos segregacionistas del Puerto de Sagunto (1926-1996). Aportación documental. Valencia, 1996.

- La naranja en cualquier parte del mundo. Catálogo de etiquetas del Campo de Morvedre. Valencia, 1998. Catálogo.

- Sagunto en tres dimensiones (1905-1933). Valencia, 1999. Catálogo.

- Sagunto de postal. Sagunto, 2000. Catálogo.

- Catálogo del fondo documental de José Blasco Such (1950-1959), del Archivo Llueca-Juesas de Imágenes de Sagunto. Braçal núm. 20. 2000. Pág. 243 a 272.

- Castillos, torres y fortificaciones del Campo de Morvedre. Valencia, 2001.

- Catálogo de los documentos gráficos de Puerto de Sagunto contenidos en el Archivo Llueca-Juesas de Imágenes de Sagunto (1900-1975). Braçal núm. 25. 2002. Pág. 257 a 281.

## Exposiciones
- II Exposición histórica arqueológica de Sagunto y los pueblos de su comarca. Centro Arqueológico Saguntí. Aula de Cultura de Caja Sagunto. Septiembre de 1979.

- Falla Santa Ana. Exposición 2200 aniversario de la destrucción de la ciudad. Sagunto Semana fallera de 1982.

- "Los obreros de Sagunto". Muestra monográfica documental (1936-1939). Museo Etnogràfic. Ayuntamiento. Del 22 al 31 de diciembre de 1983.

- Exposición filatélica Valencia Capital de la República. Salón de Vidrio. Ayuntamiento de Valencia. Noviembre de 1986.

- Itinerario urbano del Viernes Santo Saguntino. Exposición gráfica. Del 18 al 26 de marzo de 1989. Casa de Cultura.

- Sagunto en el Recuerdo. Exposición de 150 fotografías antiguas de Sagunto en conmemoración del 150 aniversario de Caja Sagunto. Sagunto del 20 de diciembre de 1991 al 6 de enero de 1992. Puerto de Sagunto del 7 al 16 de enero de 1992. Casas de Cultura.

- Exposición I Centenario de las Dominicas de la Anunciata en Sagunto (1894-1994). Aula de Cultura Glorieta. Diciembre de 1994.

- "Historia postal de Sagunto 1936-1939". Exposición filatélica en homenaje al general D. Vicente Rojo Lluch en su primero centenario (1894-1994). Colegio Público Cronista Chabret. 20,21 y 22 de abril de 1995.

- La naranja en cualquier parte del mundo. Exposición de etiquetas de naranjas del Campo de Morvedre. Marzo de 1998. Casa de Cultura Municipal. Puerto de Sagunt

- Publicidad de la naranja. Exposición de etiquetas del Campo de Morvedre. Casa de Aragón. Del 21 de mayo al 5 de junio de 1999.

- Sagunto en tres dimensiones (1905-1933). Fotografías estereoscópicas de Sagunto, Petrés, Segart, Santo Espíritu y Gilet de El Archivo Llueca-Juesas de Imáegenes de Sagunto. Casa de Cultura Cura Pallarés. Noviembre de 1999.

- Compañía Minera de Sierra Menera 1900-2000. Centenario de una gran olvidada. Casa de Aragón del 3 al 17 de septiembre de 2000.

- Sagunto de postal (1890-2000). Exposición de tarjetas postals de la ciudad. Ayuntamiento de Sagunto. Diciembre del 2000, Casa de Cultura Cura Pallarés. Gener del 2001, Casa de Cultura de la Alameda (Puerto de Sagunt).

- Compañía Minera de Sierra Menera: Una mirada a 100 años de historia. Del 3 al 29 de septiembre de 2002. Centro Cívico. Puerto de Sagunto.

## Congresos y jornadas
Ha organizado, entre otros, el Día de los Castillos y las Jornadas Comarcales de la Asociación de Cronistas Oficiales del Reino de Valencia así como la XXIV Asamblea de los Cronistas Oficiales del Reino de Valencia.